# Salau
Salau est un hameau français situé sur la commune de Couflens (Ariège). Il est le dernier village au fond de la vallée du haut-Salat. Le port de Salau (2 087 m d'altitude) est le point de passage privilégié pour rejoindre à pied l'Espagne car le moins élevé de la chaîne pyrénéenne pour le Couserans.

## Histoire

### Les Hospitaliers
Passage privilégié des pèlerins dès le XIIe siècle pour se rendre en Espagne. les Hospitaliers de l'ordre de Saint-Jean de Jérusalem construisirent à Salau un hospice à proximité de la chapelle fondée un peu plus tôt par une princesse espagnole. Ils s’y établirent en 1203.

### Commune éphémère
Salau a été une commune de 1790 à 1794 ensuite fusionnée à la commune de Couflens.

### Activité minière
Salau fut réputé pour sa mine de tungstène mise en exploitation en 1971, dans le cirque d'Anglade par la SMA (Société Minière d'Anglade) associée au BRGM. Les mines d'Anglade ont cessé toute activité en 1987, ce qui engendra le départ des anciens mineurs et de leurs familles.
En février 2017, le secrétaire d'État à l'Industrie, Christophe Sirugue, annonce l'accord d'un permis de recherche de tungstène à une société privée pour évaluer les réserves et la faisabilité d'une exploitation sur le plan industriel et sanitaire avant une éventuelle réouverture des mines,,. Ce projet a fait l'objet d'une controverse entre partisans et adversaires de l'exploitation de la mine, notamment à propos du caractère amiantifère (fibres d'actinolite qui selon un rapport de 1984 du BRGM sur la mine de Salau « sans atteindre un faciès asbestiforme typique, est apte à produire des fragments fibreux que l’on doit classer sous l’appellation amiante » (Boulmier, 1984, p. 6), du site et des maladies qui ont dans le passé pu en découler pour d’anciens mineurs, caractère oublié puis nié par l'entreprise (Variscan Mines), qui voulait rouvrir la mine. Selon Hélène Balan, le mouvement d’opposition a mis au jour les pollution de séquelles minières (notamment concernant les fibres de type amiante),, et a introduit ce thème dans le débat public, alors que les partisans du projet tentaient d’« instrumentaliser l’argument environnemental en avançant que la réexploration de l’ancienne mine est nécessaire pour évaluer l’ensemble des pollutions, voire dépolluer le site »,. Finalement, après divers recours, le permis exclusif de recherche minière a été annulé, en juin  2020, par la cour d'appel de Bordeaux.
La société Neometal a déposé un nouveau projet en 2024. L’autorisation de recherches devrait être tranchée début 2025.

### Crues catastrophiques en 1772, 1801, 1937 et 1982
En octobre 1937, une crue majeure fait un mort, détruit 23 maisons et emporte le cimetière.
Le 6 novembre 1982 à partir de 16 h, les eaux du Ruisseau des Cougnets, un affluent qui dévale du cirque d'Anglade, grossissent rapidement celles du Salat, et les flots s’accumulent contre le pont qui traverse le torrent à hauteur de l’église. À la tombée de la nuit, plusieurs chalets le long du Cougnets sont emportés par les eaux, la pile du pont s’incline et finit par obstruer le lit du torrent, dont les eaux sont alors déviées vers l’église : la nef et l'abside vont s’effondrer durant la nuit ainsi que la moitié du cimetière situé à quelques mètres. Le jour révèle un vrai désastre, le village a également été dévasté et coupé en deux par un amas de gravats, arbres, rochers et débris en tous genres. Pendant de nombreux jours, les habitants furent ravitaillés par des hélicoptères, le village étant inaccessible par la route. Salau était à cette époque habité par une population nombreuse : des logements HLM avaient été construits pour abriter le personnel de la mine toute proche.

## Monuments

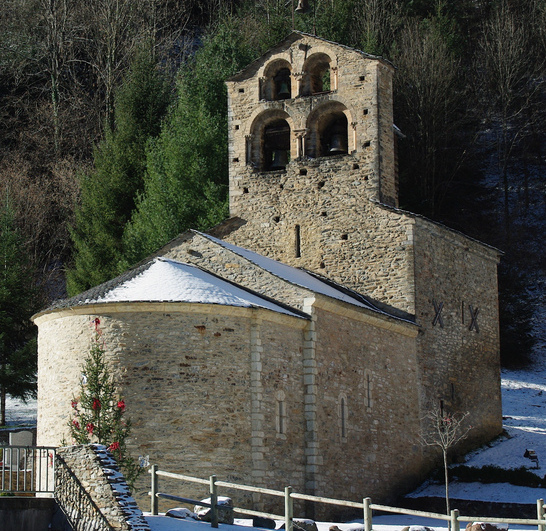
Église Notre-Dame de Salau

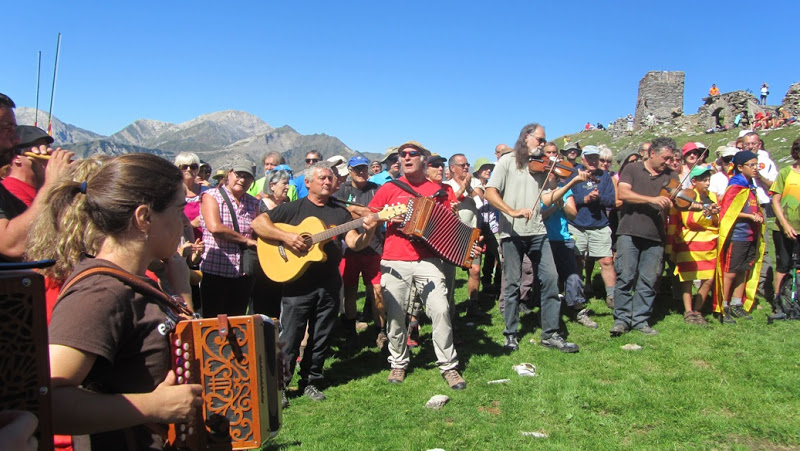
Pujada au port de Salau le 1er août 2015

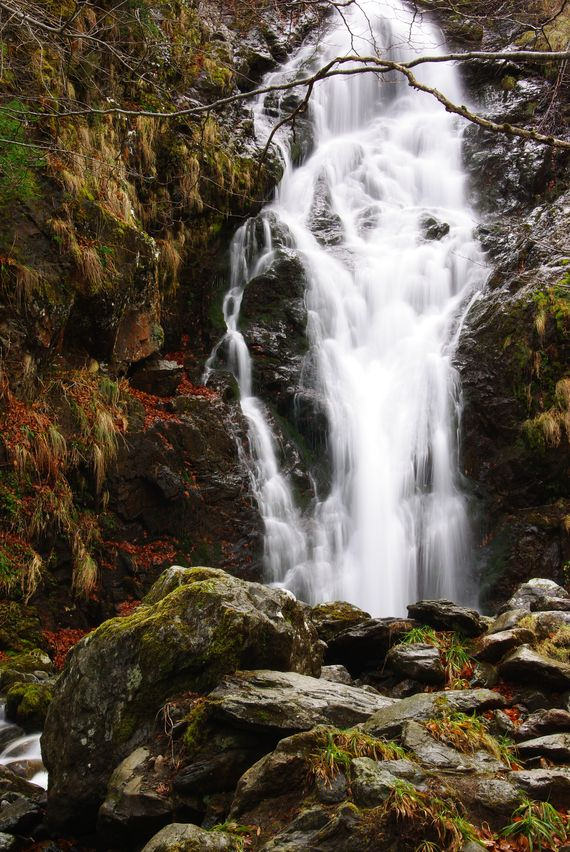
La cascade en hiver.

Salau abrite une magnifique église romane édifiée au XIIe siècle par les Chevaliers hospitaliers de l'Ordre de l'Hôpital de Saint-Jean de Jérusalem. Gravement endommagée durant l'inondation de 1982, l'abside et la nef de l'église ont été reconstruites à l'identique.

## Randonnées transfrontalières

### «Sur les traces de Charlemagne»
C'est une boucle de six jours qui débute côté français à Salau, continue en Espagne en passant par le port de Salau, et descend aux villages de Guingueta d'Aneu et Tavascan. Le chemin revient côté français par le port de Marterat et finit par Rouze d'Ustou.
Toutes les indications sont dans le topo-guide réf. 1098 D'Ariège-Pyrénées vers l'Andorre et la Catalogne édité par la Fédération française de randonnée pédestre.

### La Pujada
La Pujada est une randonnée pédestre d'altitude organisée le premier dimanche d'août de chaque année menant à une rencontre occitano-catalane sur le port de Salau. Le départ est organisé le matin, vers sept heures à Salau et le trajet dure environ 3h30. Une fois réunis, Catalans et Occitans partagent des moments de grande festivité avant de redescendre vers leur village respectif avant la tombée de la nuit.

### La cascade de Léziou
Elle constitue une randonnée courte et facile dans le bois du Mail, à quelques encablures à gauche de la route finissante.